# La Chapelle-Saint-Étienne
La Chapelle-Saint-Étienne là một xã trong tỉnh Deux-Sèvres trong vùng Nouvelle-Aquitaine ở phía tây nước Pháp. Xã này nằm ở khu vực có độ cao trung bình 170 mét trên mực nước biển.